# کاکایی خاکستری
کاکایی خاکستری (نام علمی: Leucophaeus modestus) نام یک گونه از تیره کاکاییان است.